# Diego Fabbri
Diego Fabbri (Forlì, 2 de julio de 1911 - Riccione, 14 de agosto de 1980) fue un dramaturgo italiano.

## Biografía
Estudió en el Oratorio de Gisuppe Prati, quien le transmitió la pasión por el teatro. Escribió sus primeras composiciones, entre 1931 y 1935, para el teatro de la parroquia de San Luigi di Forlì. En 1936 se graduó en Economía y Comercio por la Universidad de Bolonia. En 1939 se instaló en Roma, donde continuó su carrera artística. 
En la capital italiana fundó, junto con Ugo Betti, Sem Benelli, Massimo Bontempelli y otros dramaturgos la Unión Nacional de Autores Dramáticos en 1945 con el objetivo de defender la obra de los dramaturgos. Asimismo, fue Secretario del Centro Cinematográfico Católico, del que también llegó a alcanzar la presidencia que ejerció hasta 1950.
Paralelamente desarrolló una carrera como periodista: En 1948 fue nombrado codirector de la publicación Fiera letteraria, y posteriormente, hasta 1967 su director. 
Asimismo, trabajó como guionista en más de 40 películas, algunas de grandes directores, como Vittorio De Sica, Pietro Germi, Alessandro Blasetti, Roberto Rossellini y Michelangelo Antonioni. Igualmente realizó adaptaciones para radio y televisión.
En cuanto a su trayectoria como dramaturgo, llegó a escribir cincuenta obras de teatro, pudiendo destacarse Inquisición, estrenada además en Londres y París y Proceso de Jesús (1955).

## Obra
Según Gianfranco Morra, la producción de Fabbri se puede dividir en cuatro tipos: 
- Dramas morales: Rancore (1946), Inquisición (1950), Delirio, Figli d'arte, Ritratto d'ignoto Vida de Miguel Ángel (1964).
- Dramas religiosos: Proceso de Jesús (1955), Vela de armas (1956), Il confidente, L'avvenimento.
- Dramas de conciencia: La librería del Sol, Processo di famiglia (1954), Delirio.
- Comedias. La bugiarda (1956), Lo scoiattolo, Ascio alle mie donne, Non è per scherzo che ti ho amato.

## Enlaces externos

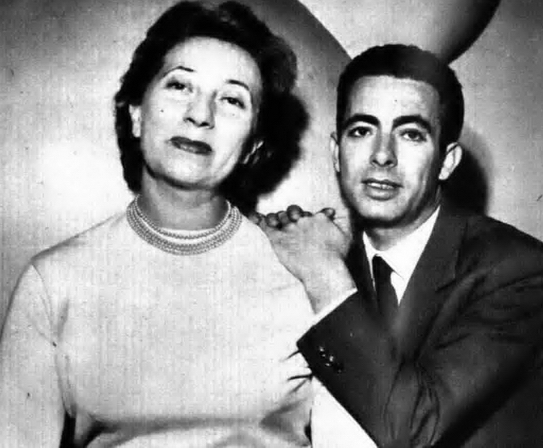
L. Volonghi y A. Pierfederici en 1958.

## Premios y distinciones
Premios Óscar
| Año  | Categoría                        | Película                | Resultado |
| ---- | -------------------------------- | ----------------------- | --------- |
| 1962 | Mejor argumento y guion original | El general de la Rovere | Candidato |